# رشاد محمد
رشاد محمد (بالفرنسية: Rashad Muhammed)‏ (25 سبتمبر 1993 - ) هو لاعب كرة قدم فرنسي في مركز مهاجم ‏.

## وصلات خارجية
- رشاد محمد على موقع الاتحاد الأوربي (الإنجليزية)
- رشاد محمد على موقع اتحاد النرويج (النرويجية)
- رشاد محمد على موقع اتحاد تركيا (لاعب) (الإنجليزية)
- رشاد محمد على موقع قاعدة بيانات كرة القدم.إي يو (الإنجليزية)
- رشاد محمد على موقع Soccerway.com (الإنجليزية)